# ケイ・エフ・ジー
株式会社ケイ・エフ・ジーは、島根県浜田市に本社を置くミネラルウォーターメーカー。

## 会社概要
島根県浜田市金城町の約300メートルから採取される鉱泉水からミネラルウォーターを製造・販売している。非加熱で製品化していることが特徴で、また高品質なことからモンドセレクション金賞を受賞している。自社ブランド「金城の華」の他、セブンイレブンのプライベートブランド（PB）などの製品を生産している。
社名は創業者が作った会社の前身である金時水産の「ケイ」は金時、「エフ」はフィッシュ、「ジー」はグループを現している。
2014年12月より新出光と資本業務提携を行っている。

## 主な商品
商品一覧
- 純天然のアルカリイオン水「金城の華」
- 「純天然アルカリ保存水 7年保存」
- 「赤ちゃんの純天然のアルカリイオン水」
- 「純天然アルカリ力 アルカリ人」

PB商品
- 「島根のアルカリ天然水」（しまねっこ）
- 「からだにうるおうアルカリ天然水」（セブンイレブンのPB商品）

## 提供番組
- とくダネ （フジテレビ）